# Inugami (film)
Inugami - Le divinità maligne, è un film del 2001 diretto da Masato Harada.

## Trama
In un remoto villaggio di montagna senza tempo, le donne della famiglia Bonomia sono le custodi dei terribili Inugami, malefiche divinità dormienti. Miki, ultima erede delle guardiane, deve scegliere tra il proprio destino e l'amore.

## Distribuzione
Il film è stato distribuito in Italia a partire dall'11 marzo 2004, senza passare per le sale cinematografiche, direttamente in home video per conto della Dynit, in collaborazione con Eagle Pictures.

## Riconoscimenti
- 2001 - Sitges - Catalonian International Film Festival
  - Miglior attrice a Yûki Amami
  - Nomination per il miglior film a Masato Harada
- 2001 - Berlinale
  - In concorso per l'Orso d'oro
- 2001 - Newport International Film Festival
  - Miglior film a Masato Harada
- 2002 - Blue Ribbon Awards
  - Miglior attrice a Yûki Amami
- 2002 - Mainichi Film Concours
  - Miglior fotografia a Jun'ichi Fujisawa
  - Miglior scenografie a Masao Kanazawa
- 2002 - Yokohama Film Festival
  - Miglior attrice a Yûki Amami